# Svangaskarð
Das Svangaskarð ist ein Fußballstadion in Toftir auf den Färöern. Es ist die Heimspielstätte des Fußballvereins B68 Toftir.

## Geschichte
Das Svangaskarð wurde 1980 errichtet, jedoch wurde erst 1991 eine Naturrasenfläche als Spielfeld angelegt. Dies war notwendig geworden, da der nationale Fußballverband Fótbóltssamband Føroya 1990 in die UEFA aufgenommen wurde und zur Ausrichtung von Pflichtspielen einen Rasenplatz brauchte. In der 6000 Zuschauer fassenden Anlage trug die färöische Fußballnationalmannschaft, die anfangs noch auf neutralem Platz antrat, ab der Eröffnung ihre Länderspiele aus. Auf dem Sportkomplex gibt es das Lilit Svangaskarð mit einem Kunstrasenplatz. Dies bietet 1200 Zuschauern Platz.
Mit der Einweihung des Tórsvøllur als in der Hauptstadt Tórshavn angesiedeltes, reines Sitzplatzstadion 2000 verlor Svangaskarð den Status als Nationalstadion.